# Люблин-Брестская операция
Люблинско-Брестская наступательная операция — фронтовая операция РККА СССР против немецких войск во время Великой Отечественной войны, проведённая 18 июля — 2 августа 1944 года в Западной Белоруссии и Восточной Польше силами 1-го Белорусского фронта под командованием генерала армии К. К. Рокоссовского. Часть стратегической наступательной операции «Багратион».
Итогами операции стали освобождение юго-западной части Белоруссии и восточных районов Польши, захват плацдармов на Висле и создание условий для дальнейшего наступления на варшавско-берлинском направлении.

## Военно-оперативная ситуация
Люблин-Брестская наступательная операция была проведена войсками 1-го Белорусского фронта с целью разгрома брестской и люблинской группировок противника. С немецкой стороны им противостояли соединения 2-й армии и 9-й армии группы армий «Центр» и 4-я танковая армия группы армий «Северная Украина».
Войска правого крыла и центра 1-го Белорусского фронта к 16 июля вышли на линию городов Свислочь — Пружаны — западнее Пинска. Оперативное положение войск значительно улучшилось. Если к началу освобождения Белоруссии две сильные фланговые группировки фронта были разъединены обширными болотами Полесья, то теперь Полесье осталось позади, а протяженность линии фронта сократилась почти вдвое. Выход правого крыла фронта в район северо-восточнее Бреста создал благоприятные условия для перехода в наступление левого крыла, что могло привести к окружению брестской группировки противника.
Учитывая сложившуюся обстановку, командование 1-го Белорусского фронта готовило войска левого крыла к переходу в наступление на ковельско-люблинском направлении. План операции был утвержден Ставкой ещё 7 июля 1944 г.
Замысел новой операции, получившей название Люблин-Брестской, заключался в том, чтобы ударами войск фронта в обход Брестского укрепленного района с севера и юга разгромить люблинскую и брестскую группировки противника и, развивая наступление на варшавском направлении, выйти на широком фронте на рубеж р. Вислы. Следовательно, войска фронта, подойдя к границе СССР, с ходу должны были приступить к освобождению восточных районов Польши.

## Ход операции
18 июля 1-й Белорусский фронт под командованием К. К. Рокоссовского перешёл в наступление в полном составе. В операцию вступило остававшееся до сих пор в значительной мере пассивным левое крыло фронта. Поскольку южнее уже шла Львовско-Сандомирская операция, для немецкой стороны манёвр резервами был крайне затруднён. Противником 1-го Белорусского фронта были не только части группы армий «Центр», но также группа армий «Северная Украина», которой командовал В. Модель. Этот фельдмаршал таким образом совмещал посты командующего группами армий «Центр» и «Северная Украина». Для того чтобы сохранить связь между группами армий, он приказал отвести 4-ю танковую армию за Буг. 8-я гвардейская армия под командованием В. И. Чуйкова и 47-я армия под командованием Н. И. Гусева вышли к реке и сходу форсировали её, войдя на территорию Польши. К. К. Рокоссовский относит форсирование Буга к 20 июля, Д. Гланц — к 21-му числу. Как бы то ни было, создать рубеж по Бугу вермахту не удалось. Более того, оборона 8-го армейского корпуса немцев развалилась так быстро, что оказалась не нужна помощь 2-й танковой армии, танкисты были вынуждены догонять пехотинцев. Танковая армия С. И. Богданова состояла из трёх корпусов, и представляла серьёзную угрозу. Она быстро выдвинулась в сторону Люблина, то есть, строго на запад. 11-й танковый и 2-й гвардейский кавалерийский корпуса при поддержке пехоты повернули к Бресту, на север.

#### Брестский «котёл». Штурм Люблина
В это время на правом крыле фронта был освобожден Кобрин. Таким образом, под Брестом начал формироваться локальный «котел». 25 июля кольцо окружения вокруг частей 86-й, 137-й и 261-й пехотных дивизий было замкнуто. Через три дня, 28 июля, остатки окруженной группы прорвались из «котла». При разгроме брестской группы немцы понесли серьёзные потери убитыми, что отмечается обеими воюющими сторонами (по советским данным на поле боя осталось 7 тысяч трупов немецких солдат). Пленных было взято чрезвычайно мало — всего 110 человек.
Тем временем 2-я танковая армия наступала на Люблин. Необходимость скорого его захвата была обусловлена политическими причинами. И. В. Сталин подчёркивал, что освобождения Люблина «…настоятельно требует политическая обстановка и интересы независимой демократической Польши». Армия получила приказ 21 июля, и в ночь на 22-е приступила к его выполнению. Танковые части наступали из боевых порядков 8-й гвардейской армии. 3-й танковый корпус ударил в стык между двумя немецкими корпусами, и после скоротечного боя пробил их оборону. Во второй половине дня начался охват Люблина. Шоссе Люблин — Пулавы было перекрыто, на дороге были перехвачены тыловые учреждения противника, которые эвакуировались вместе с администрацией города. Часть сил танковой армии в этот день не имела контакта с противником из-за перебоев со снабжением горючим.
Успех первого дня рывка к Люблину привел к переоценке Красной армией своих возможностей. Наутро 23 июля был предпринят штурм города силами танковых корпусов. В предместьях советские силы имели успех, но удар в сторону площади Локетка был парирован. Проблемой штурмующих был острый недостаток мотопехоты. Эта проблема была смягчена: в городе вспыхнуло восстание Армии Крайовой. В этот день С. И. Богданов, наблюдавший за штурмом, был ранен. Сменивший его генерал А. И. Радзиевский (до этого — начальник штаба армии) энергично продолжил штурм. Рано утром 24 июля часть гарнизона покинула Люблин, однако не всем удалось успешно отступить. Перед полуднем в центре города соединились штурмующие его с разных сторон части, и к утру 25 июля Люблин был очищен.
По советским данным, было взято в плен 2228 немецких солдат во главе с группенфюрером СС Х. Мозером. Точные потери Красной армии при штурме неизвестны, но согласно справке полковника И. Н. Базанова (начальник штаба армии после ранения С. И. Богданова) с 20 июля по 8 августа армия потеряла 1433 человека погибшими и пропавшими. Учитывая потери в сражении у Радзимина безвозвратные потери армии при наступлении на Люблин и штурме могут достигать шестисот человек. Захват города произошёл с опережением планов: директива на штурм Люблина за подписями А. И. Антонова и И. В. Сталина предусматривала занятие Люблина 27 июля. После взятия Люблина, 2-я танковая армия совершила глубокий рывок к северу вдоль Вислы, имея конечной целью захват Праги, восточного предместья Варшавы. Вблизи Люблина был освобожден лагерь смерти Майданек.

#### Захват плацдармов
27 июля к Висле у города Пулавы вышла 69-я армия. 29-го ею был захвачен плацдарм южнее Варшавы. Форсирование прошло достаточно спокойно. Однако не всем подразделениям сопутствовал такой же успех.
30 июля 69-я, 8-я гвардейская, 1-я польская и 2-я танковая армии получили приказ К. К. Рокоссовского о захвате плацдармов за Вислой. Командующий фронтом, как и Ставка Верховного Главнокомандования, намеревались таким образом создать базу для будущих операций.

1. Начальнику инженерных войск фронта основные переправочные средства подтянуть к р. Висла и обеспечить переправу: 60-й армии, 1-й польской армии, 8-й гвардейской армии.
2. Командующим армиями:
а) составить армейские планы форсирования р. Висла, увязав их с оперативными задачами, выполняемыми армией и соседями. В этих планах четко отразить вопросы взаимодействия пехоты с артиллерией и другими средствами усиления, уделив главное внимание надежному обеспечению десантных групп и частей с задачей не допустить уничтожения их на западном берегу реки;
б) организовать строгий контроль за выполнением плана форсирования, не допуская при этом самотека и неорганизованности;
в) довести до сведения командиров всех степеней, что бойцы и командиры, отличившиеся при форсировании р. Висла, будут представлены к специальным наградам орденами вплоть до присвоения звания Героя Советского Союза.
— ЦАМО РФ. Ф. 233. Оп. 2307. Д. 168. Л. 105–106
31 июля Вислу неудачно попыталась форсировать польская 1-я армия. Указывая на причины неудачи, начальник политуправления польской армии подполковник Замбровский отмечал неопытность солдат, недостаток боеприпасов и организационные провалы.

Висла была форсирована молодым солдатом, который в большинстве случаев [в] первый раз был в бою, необстрелянным, не знающим, что такое переправа.(...)Дивизионная и полковая разведки не произвели рекогносцировки, так что не было никаких сведений о противнике и подразделения были брошены вслепую. Наша артиллерия не сумела уничтожить огневых точек противника, обстреливающих переправу, хотя стреляла метко. На том берегу подразделения причаливались малыми группами, офицеры не знали оперативного плана, а солдаты своей конкретной задачи.
— ЦАМО РФ. Ф. 233. Оп. 2380. Д. 14. Л. 85-90
1 августа Вислу начала форсировать 8-я гвардейская армия у Магнушева. Её плацдарм должен был возникнуть между Пулавским плацдармом 69-й армии и Варшавой. Первоначальный план предполагал форсирование Вислы 3—4 августа, после усиления 8-й гвардейской армии артиллерией и переправочными средствами. Однако командовавший армией В. И. Чуйков убедил К. К. Рокоссовского начать уже 1 августа, рассчитывая на внезапность удара.
В течение 1—4 августа армии удалось завоевать обширный участок на западном берегу реки, 15 км по фронту и 10 в глубину. Снабжение армии на плацдарме обеспечивалось несколькими построенными мостами, в том числе одним грузоподъемностью 60 тонн. Учитывая возможность атак противника на достаточно длинный периметр плацдарма, К. К. Рокоссовский 6 августа приказал перебросить под Магнушев также «аутсайдера» боёв за плацдарм, 1-ю армию Войска Польского. Таким образом, 1-й Белорусский фронт обеспечил себя двумя крупными плацдармами для будущих операций.

#### Танковое сражение под Радзимином
В литературе отсутствует единое наименование битвы, происшедшей на восточном берегу Вислы в конце июля-начале августа. Кроме Радзимина, его также привязывают к Варшаве, Окуневу и Воломину.
Люблин-Брестская операция поставила под сомнение реальность планов Моделя по удержанию фронта вдоль Вислы. Парировать угрозу фельдмаршал мог при помощи резервов. 24 июля была воссоздана 9-я армия, ей были подчинены прибывающие на Вислу силы. Правда, поначалу состав армии был крайне скудным. В конце июля 2-я танковая армия начала испытывать её на прочность. Армия Радзиевского имела конечной целью захват плацдарма за Наревом (приток Вислы) к северу от Варшавы, в районе Сероцка. По дороге армия была должна захватить Прагу, пригород Варшавы на восточном берегу Вислы.

 После овладения районом Брест и Седлец правым крылом фронта развивать наступление в общем направлении на Варшаву с задачей не позже 5-8 августа овладеть Прагой и захватить плацдарм на западном берегу р. Нарев в районе Пултуск, Сероцк.(...) СВГК. Сталин, Антонов. — ЦАМО РФ. Ф. 132-А. Оп. 2642. Д. 36. Л. 424
Вечером 26 июля мотоциклетный авангард армии столкнулся с немецкой 73-й пехотной дивизией у Гарволина, города на восточном берегу Вислы к северо-востоку от Магнушева. Это стало прелюдией сложного маневренного сражения. На Прагу нацеливались 3-й и 8-й гвардейский танковые корпуса 2-й танковой армии. 16-й танковый корпус остался под Демблином (между Магнушевским и Пулавским плацдармами), ожидая, пока его сменит пехота.
73-я пехотная дивизия была поддержана отдельными частями парашютно-танковой дивизии «Герман Геринг» (разведывательный батальон и часть артиллерии дивизии) и другими разрозненными частями пехоты. Все эти войска были объединены под руководством командира 73-й пд Фрица Франека в группу «Франек». 27 июля 3-й тк сокрушил разведбат «Германа Геринга», 8-й гв. тк также добился прорыва. Под угрозой охвата группа «Франек» откатилась к северу. В это время на помощь избиваемой пехотной дивизии начали прибывать танковые части: основные силы дивизии «Герман Геринг», 4-я и 19-я танковые дивизии, дивизии СС «Викинг» и «Мёртвая голова» (в двух корпусах: 39-й танковый Дитриха фон Заукена и 4-й танковый корпус СС под началом Гилле). Всего эта группировка состояла из 51 тысячи человек при 600 танках и САУ. 2-я танковая армия РККА располагала только 32 тысячами солдат и 425 танками и САУ. Кроме того, быстрое продвижение 2-й ТА привело к отставанию тылов: горючее и боеприпасы подвозились с перебоями.
Однако пока основные силы немецкого танкового объединения не прибыли, пехота вермахта должна была вынести тяжкий удар 2-й ТА. 28 и 29 июля продолжались тяжёлые бои, корпуса Радзиевского (в том числе подошедший 16-й танковый) пытались перехватить шоссе Варшава-Седлец, но не смогли пробить оборону «Германа Геринга». Куда более успешными были удары по пехоте группы «Франек»: в районе Отвоцка было нащупано слабое место в её обороне, группу начали охватывать с запада, в результате чего 73-я дивизия начала неорганизованно отступать под ударами. Генерал Франек был захвачен в плен не позднее 30 июля (именно 30 числом датируется рапорт Радзиевского о его пленении). Группа «Франек» оказалась разбита на отдельные части, понесла тяжёлые потери и быстро откатывалась на север.
3-й танковый корпус был нацелен глубоко на северо-запад с целью охвата Праги, через Воломин. Это был рискованный манёвр, и в последующие дни он едва не привел к катастрофе. Корпус прорывался через узкий зазор между немецкими силами, в условиях накопления неприятельских боевых групп на флангах. 3-й тк внезапно подвергся фланговой атаке у Радзимина. 1 августа Радзиевский приказывает армии перейти к обороне, но 3-й тк из прорыва не отводит.
1 августа части вермахта отсекли 3-й тк, отбив Радзимин и Воломин. Пути отхода 3-го тк были перехвачены в двух местах.
Однако коллапс окруженного корпуса не состоялся. 2 августа 8-й гв. танковый корпус ударом извне проломил узкий коридор навстречу окруженным. Радоваться спасению окруженным пока было рано. Радзимин и Воломин были оставлены, а 8-й гв. танковый и 3-й танковый корпуса должны были обороняться от атакующих с нескольких сторон танковых дивизий противника. В ночь на 4 августа в расположение 8-го гв. тк вышли последние крупные группы окруженцев. В 3-м тк в котле погибли два командира бригад. К 4 августа к месту сражения прибыла советская пехота в лице 125-го стрелкового корпуса и кавалерия (2-й гв. кавкорпус). Двух свежих соединений хватило для полной остановки противника 4 августа. Силами 47-й и 2-й танковой армий был осуществлен поиск оставшихся за линией фронта солдат окружённого 3-го тк, результатом этих мероприятий стало спасение нескольких сот окруженцев. В тот же день 19-я танковая дивизия и «Герман Геринг» после безуспешных атак на Окунев были выведены из-под Варшавы и начали перебрасываться к Магнушевскому плацдарму, имея целью его уничтожить. Безрезультатные атаки немцев на Окунев продолжались (силами 4 тд) и 5 августа, после чего силы атакующих иссякли.
Немецкая (и шире, западная) историография оценивает битву у Радзимина как серьёзный успех вермахта по меркам 1944 г. Утверждается об уничтожении или, по крайней мере, разгроме 3-го танкового корпуса. Однако информация о действительных потерях 2-й танковой армии заставляет усомниться в справедливости последнего утверждения. С 20 июля по 8 августа армия потеряла 1433 человека убитыми, пропавшими и пленными. Из этого числа на контрудар под Воломином приходятся 799 человек При фактическом численном составе корпусов по 8-10 тысяч солдат, такие потери не позволяют говорить о гибели или разгроме 3-го тк в котле, даже если бы все их понес он один. Следует признать, что директива на захват плацдарма за Наревом не была выполнена. Однако директива была выпущена в момент, когда сведений о наличии у немцев крупной группировки в районе Варшавы не было. Наличие массы танковых дивизий в районе Варшавы само по себе делало малореальным прорыв в Прагу, а тем более, за реку, сравнительно малочисленной 2-й танковой армии. С другой стороны, контрудар сильной группировки немцев при их численном превосходстве принес скромные результаты. Потери немецкой стороны точно не могут быть выяснены, поскольку за десятидневку 21-31 июля 9 армия вермахта не предоставляла отчётов о понесённых потерях. За следующую десятидневку армия сообщила о потере 2155 человек погибшими и пропавшими без вести.
После контрудара под Радзимином, 3-й тк был отведен к Минск-Мазовецкому для отдыха и пополнения, а 16-й и 8-й гв. танковые корпуса были переброшены на Магнушевский плацдарм. Их противниками там стали те же дивизии, «Герман Геринг» и 19-я танковая, что и под Радзимином.

#### Борьба за плацдармы
8-я гвардейская армия основными силами занимала оборону на Магнушевском плацдарме, а ещё две дивизии были сосредоточены на восточном берегу в районе Гарволина из-за опасения К. К. Рокоссовского по поводу возможных немецких контрударов. Однако удары немецкой 19-й танковой дивизии и дивизии «Герман Геринг», выведенных из-под Радзымина, обрушились не в тыл плацдарма, а на его фронт, на его южную часть. Кроме них, советские войска отмечали атаки 17-й пехотной дивизии и переформированной после гибели в Минском и Бобруйском «котлах» 45-й пехотной дивизии. Для борьбы с этими силами В. И. Чуйков располагал, помимо пехоты, танковой бригадой и тремя полками самоходной артиллерии. Кроме того, на плацдарм постепенно прибывали подкрепления: 6 августа в бой были брошены польская танковая бригада и полк тяжёлых танков ИС-2. Утром 8 августа удалось навести мосты через реку Вислу, благодаря зенитному «зонтику», который повесили новоприбывшие три зенитные дивизии. Воспользовавшись мостами, на плацдарм переправился 8-й гвардейский танковый корпус, изъятый из 2-й танковой армии. Этот момент стал переломным в борьбе за Магнушевский плацдарм, в последующие дни активность противника упала. Не помогло и введение «свежей» 25-й танковой дивизии. Затем прибыл 16-й танковый корпус 2-й танковой армии. К 16 августа противник прекратил атаки.
Это сражение далось 8-й гвардейской армии очень тяжело. С 1 по 26 августа её общие потери составили более 35 тысяч человек. Тем не менее, плацдарм был удержан.
На Пулавском плацдарме 2 августа 69-я армия при поддержке Войска Польского объединила два небольших плацдарма у Пулавы в единый, 24 км по фронту и 8 в глубину. С 5 по 14 августа немцы пытались уничтожить плацдарм, но потерпели неудачу. После этого армия В. Я. Колпакчи окончательно консолидировала плацдармы, к 28 августа создав предмостное укрепление 30 на 10 км.

## Результаты
В её результате было завершено освобождение от немецких оккупантов юго-западных областей БССР и освобождены восточные районы Польши. Сложились благоприятные условия для последующего разгрома противника на варшавско-берлинском направлении и полного освобождения Польши. 47 особо отличившихся частей и соединений получили почётные наименования Брестские, 16 — Люблинские, 9 — Ковельские, 12 — Кобринские.
Во время этой операции войска фронта перешли советско-польскую границу и очистили в своей полосе от оккупантов польские земли к востоку от Вислы. Были созданы условия для освобождения всей польской территории. Плечом к плечу с советскими войсками доблестно сражалась 1-я Польская армия. Значительную помощь Красной армии оказали польские партизаны, активизировавшие в это время свою борьбу.